# 黑边雀鲷
黑边雀鲷（学名：Pomacentrus jenkinsi）为雀鲷科雀鲷属的鱼类。分布于太平洋西部和中部、北至日本以及南海诸岛、台湾等海域等。